# Plaza Conde de Porto Alegre

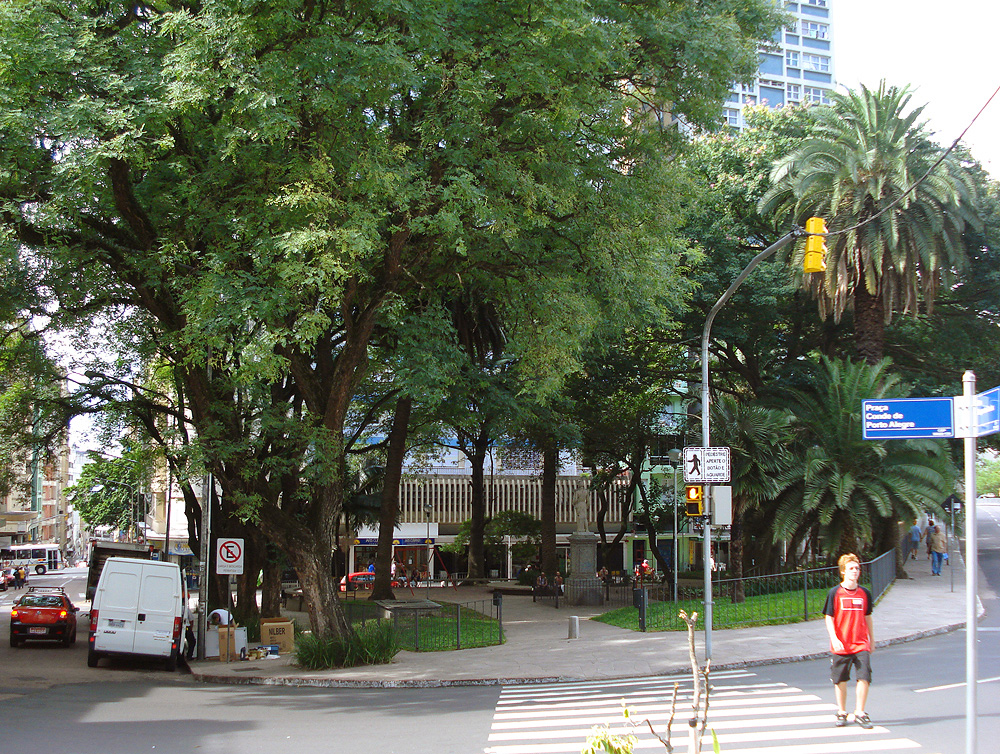
Aspecto de la plaza

La Plaza Conde de Porto Alegre es un pequeño parque triangular ubicado en el centro histórico de la ciudad de Porto Alegre, Brasil. Se extiende entre las calles Duque de Caxias y Riachuelo. Esta nombrada en honor al Conde de Porto Alegre.
Su primera mención oficial es del 30 de junio de 1829, en las actas de la Cámara Municipal, donde figura con su primer nombre, Praça do Portão (en español: "Plaza del Portón"), recordando el lugar donde ya antes de esa fecha estaba la puerta de la villa de Porto Alegre, que en ese momento ya no existía. Originalmente sólo tenía tres grandes higueras plantadas por el comerciante José Canteiro para dar sombra a los caballos de sus clientes.
Cuando la Companhia Hidráulica Porto-Alegrense inició sus actividades de distribución de agua, instaló una de sus fuentes públicas en la plaza y, en 1869, una petición del concejal José Antônio Rodrigues Ferreira solicitó su ajardinamiento. Sin embargo, las mejoras no se llevaron a cabo inmediatamente, sino que comenzaron mucho después de que se cambiara el nombre por el de Praça General Marques, el 6 de septiembre de 1873, y sólo se completaron en 1886.
El 11 de octubre de 1912, el alcalde José Montaury volvió a cambiarle el nombre rebautizándola como es ahora y determinando en el mismo acto el traslado allí del Monumento al Conde de Porto Alegre, que estaba instalado en la Praça da Matriz, aunque su retirada generó protestas en la prensa.
En 1919 se reformuló su topografía, reduciendo la pendiente del terreno. Durante la administración del alcalde Telmo Thompson Flores (1969-1975) el espacio fue remodelado para la construcción del Viaducto Loureiro da Silva, dejando sólo una parte de su área original.
En 2007, la plaza fue restaurada por el Municipio recibiendo nueva pavimentación en su entorno y en las aceras interiores, barandillas, iluminación y pintura de sus instalaciones de ocio, así como mejoras en la red de recogida de aguas pluviales.